# 第一軍團 (法國)
第一軍團是一支因應第一次世界大戰初期的第十七號計劃，於1914年所成立的法國陸軍軍團。該軍團由一名將軍指揮，聽命於集團軍司令或軍隊總司令，並執行制定的軍事計畫。除了指揮該軍團的作戰以外，軍團司令還負責督導參謀、後勤、訓練等議題。自建立到1993年解散，法國第一軍團共有21位軍團司令，其中有9位於冷戰時期擔任司令。
1914年8月，法國總參謀部依照第十七號計畫組建了五個軍團，其中第一軍團由五個軍、兩個騎兵師與一個預備師組成，約26萬人。 該軍團的目標為進攻米盧斯與斯特拉斯堡。第一次世界大戰爆發後，第一軍團率先進攻米盧斯與洛林，但都被德軍的反攻擊退。該軍團接下來都不受重用，其部隊組成在1917年的帕森达勒战役期間甚至僅剩下兩個軍。直到1918年，法軍參謀長馬里-歐仁·德伯內接任軍團指揮後，第一軍團才重新成為法軍的主要部隊。在成功擊敗德軍的春季攻勢後，第1軍團成為協約國百日攻勢中的中流砥柱。
1940年5月，作為同盟國最強大的軍團，第一軍團被調派至比利時抵擋納粹德國的入侵，並在阿尼戰役、讓布盧戰役兩場戰鬥中擊敗德軍裝甲部隊。在被從阿登突破的德軍包圍後，第一軍團大部從敦刻尔克撤離。1944年，自由法國組建B軍團，在8月發動的龍騎兵行動中解放法國南部。9月25日，該軍團更名為第一軍團，隨後收復孚日山脉南部地區。該軍團阻止德軍的「北風行動」行動後，在入侵德國期間攻佔了卡爾斯魯厄與斯图加特等南德大城，佔領了德國西南部地區。第一軍團是第一支抵達萊茵河，與第一支抵達多瑙河的盟軍部隊，並因此得來「萊茵河與多瑙河」的格言。冷戰期間，該軍團再次成立，其總部位於斯特拉斯堡，軍團司令同時兼任斯特拉斯堡總督。1993年，第一軍團解散。

## 第一次世界大戰
第一集团军在1914年8月被動員起來，下轄第7軍、第8軍、第13軍、第14軍、第21軍、兩個騎兵師和一個後備步兵師，指揮官是奥古斯丁·迪巴伊（Augustin Dubail）將軍。部隊分佈於貝爾福和米爾庫爾-吕内维尔一線，總部則在埃皮納勒。一戰初期第一集团军跟第二集团军侵入洛林，卻落入萨尔堡德軍堅固防線的圈套，接著德國魯普雷希特王儲率領德國第六軍團大反攻，將法軍逐出國境之外。杜巴伊之後遭到撤換，1916年換了3個司令，甚至在1917年有5個司令先後更迭。
之後第一集团军曾經參與帕申戴爾戰役，當時由第1軍(4個師)和第36軍(2個師)組成。

## 第二次世界大戰

### 1940年
二戰爆發時第1集团军由乔治-莫里斯·让·布朗夏尔將軍指揮，1940年5月10日法國戰役底下擁有騎兵軍、第3軍、第4軍和第5軍，以及第1裝甲後備軍跟第32步兵師，他們跟英國遠征軍（BEF）依照戴爾計畫（D計畫）一同進入比利時準備防守德軍攻勢。
5月21日，第1集团军落入德軍口袋被三面包圍，背對著英吉利海峽的他們最終嘗試從海上撤出，也就是敦克爾克戰役。当德军开进时，曾经强大的第1集团军的残部在里尔被无望地包围，但在拖延行动中进行了猛烈的反击和抵抗，旨在为敦刻尔克陷入困境的英法守军争取时间。 让-巴蒂斯特·莫利尼将军率领的40,000名剩余士兵与德军7个师（包括第4、第5和第7装甲师，大約110,000人和800辆坦克）交战，在战斗中俘获了第253步兵师的弗里茨·库恩将军，并阻止了德军的进攻。使得至少多撤出了10萬以上的盟軍部隊。
5月29日，第1集团军由於戰敗而不復存在，大部分士兵被俘，其他則從英國渡海回來編入其他部隊。

### 1944年
1944年8月15日，盟軍發動龍騎兵行動入侵法國南部，塔西尼將軍重組了第1集团军(當時名為B集团军)並擔綱登陸的主力軍，9月25日改回原先的名字。不費吹灰之力成功登陸的法軍迅速席捲南法，在馬賽戰役、土倫戰役和里昂等戰役皆大獲全勝，南法大量城市都被解放，第1集团军和美國第6軍團後來變成盟軍戰線的右翼，負責解放包括貝爾福在內的孚日山脈南部地區，另外還擋住德軍北風行動的反攻，那也是西線德軍最後一次的大規模進攻。
1945年2月，在美國陸軍第21軍的協助下，法軍在科爾馬包圍了德國第19集团军並清除其主力。3月，第1集团军通過齊格菲防線的防禦工事，隨後他們從施派爾橫渡萊茵河，佔領卡爾斯魯爾和斯圖加特。4月第1集团军在德國西南部黑森林殲滅親衛隊第18軍，隨後又佔領多瑙河上的烏爾姆。戰爭結束後，法國第1集团军將格言取為「萊茵河和多瑙河」，指的是他們曾在大戰中橫跨過兩條德國的河流。